# 脱炭素
脱炭素（だつたんそ）は、気候変動問題の被害を最小限に食い止めるため、温室効果ガスの大気への排出量を実質ゼロにすること。従来よりCO2排出量が低い低炭素社会ではなく、実質ゼロを目指した脱炭素社会やゼロカーボンシティを目指す動きも出てきている。
一方で、科学（化学）的に不適切であり、「炭素循環」という用語が適切との意見もある。

## 概要
IPCC1.5℃特別報告書が示している産業革命以降の気温上昇を1.5℃未満に抑制するためには、2050年までに温室効果ガスの排出を実質ゼロを達成する必要がある。1.5℃を超えない残りの温室効果ガス排出量をカーボンバジェットと呼ぶが、2020年時点で残り4000億t-CO2と推定されている。2021年現在のCO2排出量は330億t-CO2であり、2030年代にカーボンバジェットを使い切るとみられる。境省は、2018年に「脱炭素経営による企業価値向上促進プログラム」の中で、企業がTCFD（気候関連財務情報開示タスクフォース）に則り経営戦略に気候変動の観点を織り込むことを支援したり、SBT(Science-Based Targets)やRE100プロジェクトによる電力の100%再エネ目標の設定の支援などをしている。
2020年10月26日、内閣総理大臣に就任した菅義偉首相が就任後初となる所信表明演説で2050年までに温暖化ガスを全体としてゼロにするカーボンニュートラルを実現させることを正式に発表した。これを実現するため、2021年10月22日に地球温暖化対策計画が閣議決定された。この計画では再生可能エネルギーの最大限の導入や、各産業で省エネルギー性能の高い設備や機器の導入を促進したりなど二酸化炭素の排（C）は石炭、石油、天然ガスなどの化石燃料に含まれ、燃焼により酸素と化合して二酸化炭素（CO2）を発生する。しかし、人間を含めたすべての生物は炭素含む有機物からできており、「脱炭素」と言うと生物もいないという間違った印象を与えてしまう。社会が求めているのはCO2の排出量と吸収量が均衡した状態で、排出されたCO2が植物の光合成により有機物となる炭素循環が達成された状態である。したがって、「脱炭素」よりも「炭素循環」という用語が科学（化学）的に適切との意見がある[2]。

## 参考
- カーボンバジェット残存量
- 環境省脱炭素ポータル
- 「知財」で見る、世界の脱炭素技術